# Watanabeite
La watanabeite è un minerale.